# Centro Comercial Apolo 70
O Centro Comercial Apolo 70 situa-se na Avenida Júlio Dinis, Campo Pequeno, em Lisboa. Foi um dos primeiros centros comerciais a abrir em Portugal, em 27 de maio de 1971.
O projeto de interiores e decoração é da autoria de Paulo Guilherme d'Eça Leal.
Possui uma área de 3000 m2, em 2 pisos, com uma oferta de 41 lojas. Já teve um bar, um bowling de 4 pistas e farmácia. O cinema que aí funcionou tinha uma sala forrada a napa branca.
Em 3 de julho de 2021 fechou as portas por tempo indeterminado devido a uma ordem judicial, na sequência de um litígio judicial que opõe a empresa concessionária do espaço, a Companhia Proprietária de Estabelecimentos Vários, COPEVE, e o proprietário do edifício onde o centro comercial está instalado.